# Lanfiéra
Lanfiéra ist sowohl eine Gemeinde (französisch commune rurale) als auch ein dasselbe Gebiet umfassendes Departement im westafrikanischen Staat Burkina Faso in der Region Boucle du Mouhoun und der Provinz Sourou. Die Gemeinde hat in 12 Dörfern 18.839 Einwohner.
Lanfiéra wurde um 1780 von Mahamadou Sanogo gegründet. Sein um 1820 geborener Nachfahre Ahmed Baba Sanogo, bekannt als Karamokoba, wurde 1896 als Widerständler von den Franzosen umgebracht.